# 草間博之
草間 博之（くさま ひろゆき）は、日本の化学者。学位は、理学博士。学習院大学教授。専門は有機合成化学。
タキソールの全合成を達成したり、遷移金属種を用いる反応開発に従事したりと多岐にわたる分野において活躍している。
アシルシランの光異性化によって生じるシロキシカルベンを合成化学で利用するための研究も行っており、その最たる例がアシルシランとボロン酸エステルとの光化学的カップリング反応である。

## 略歴
- 1989年 - 東京大学理学部化学科卒業
- 1991年 - 東京大学大学院理学系研究科化学専攻修士課程修了
- 1992年 - 東京大学大学院理学系研究科化学専攻博士課程中途退学
- 1992年 - 東京大学理学部　助手　（化学科）
- 1995年 - 東京工業大学理学部　助手　（化学科）
- 2000年 - 東京工業大学大学院理工学研究科　助教授　（化学専攻）
- 2007年 - 同　准教授（職名変更）
- 2014年 - 学習院大学理学部　教授　（化学科）

## 学位
- 1995年　博士（理学）（東京大学）

- 論文題目「レニウム化合物を触媒とする有機合成反応の開発」

## 受賞
- 2012年 - Asian Core Program Lectureship Award (2012)
- 2005年 - 有機合成化学協会奨励賞
- 2000年 - 有機合成化学協会研究企画賞
- 1999年 - 手島記念研究賞（中村研究賞）